# Comuna Novosilkî, Turiisk
Novosilkî (în ucraineană Новосілки) este o comună în raionul Turiisk, regiunea Volînia, Ucraina, formată din satele Komariv, Novosilkî (reședința) și Okunîn.

## Demografie
Componența lingvistică a satului Novosilkî
     Ucraineană (98,7%)
     Rusă (1,18%)
Conform recensământului din 2001, majoritatea populației satului Novosilkî era vorbitoare de ucraineană (98,7%), existând în minoritate și vorbitori de rusă (1,18%).